# 幸福很囧
《幸福很囧》，由台灣禾田四季傳媒股份有限公司與重慶鼎盛影業兩岸合作拍攝，是部愛情幽默輕喜劇電影，全片近80%在台灣取景，將台灣之美入戲，行銷到世界各地。2014年10月底在台灣開鏡，2015年10月29日在中國大陸上映。

## 劇情簡介
劇情描述來自台灣家庭的美女大學生，偶遇中國某集團高富帥的年輕老闆，從一面之緣到如膠似漆的愛情故事，80%在台灣取景完成。

## 演員
出演者包含慕鈺華、張希愛、章小軍、盧小璐、姚紅軍、鄧楊寧、孫綻、何冠儀、林愛軒

## 工作人員
- 出品人：鍾田明
- 製片人：慕鈺華
- 監製：慕鈺華
- 導演：馬雍
- 編劇：鍾田明
- 執行製作：莊爵賓
- 成音指導：袁驥安
- 美術指導：張志誠
- 配樂：翁何文
- 製作公司：禾田四季傳媒股份有限公司、大陸重慶鼎盛影業公司